# Mussaenda purpurascens
Mussaenda purpurascens är en måreväxtart som beskrevs av Henry Nicholas Ridley. Mussaenda purpurascens ingår i släktet Mussaenda och familjen måreväxter. Inga underarter finns listade i Catalogue of Life.